# Măstăcani
Măstăcani is een Roemeense gemeente in het district Galați.
Măstăcani telt 5148 inwoners.